# Урос (озеро)
Урос — пресноводное озеро на территории Петровского сельского поселения Кондопожского района Республики Карелии.

## Общие сведения
Площадь озера — 4,2 км², площадь водосборного бассейна — 7,9 км², располагается на высоте 148 метров над уровнем моря.
Котловина ледникового происхождения.
Форма озера лопастная, продолговатая: оно почти на четыре километра вытянуто с северо-запада на юго-восток. Берега несильно изрезанные, каменисто-песчаные, в основном заболоченные.
Из юго-восточного залива озера вытекает безымянная протока, впадающая в Риндозеро, которое также протокой соединяется с озером Вендюрским, являющимся истоком реки Кулапдеги, впадающей в Сяпчозеро. Из Сяпчозера берёт начало река Сяпча, впадающая в озеро Торос. Из последнего вытекает протока Салми, впадающая в озеро Мярандуксу, откуда вытекает река Нурмис, впадающая в Линдозеро, через которое протекает река Суна.
В озере расположено не менее пяти безымянных островов общей площадью 0,01 км², сосредоточенных преимущественно у северо-западной оконечности водоёма.
Рыба: щука, плотва, окунь, ряпушка, лещ, налим, ёрш.
Вдоль северо-восточного берега озера проходит просёлочная дорога.
Населённые пункты вблизи водоёма отсутствуют.
Код объекта в государственном водном реестре — 01040100211102000018033.